# Église Saint-Eucaire
L’église Saint-Eucaire est une église catholique située entre la rue Saint-Eucaire et la rue des Allemands dans le quartier Outre-Seille à Metz en Moselle.

## Contexte historique
L’église Saint-Eucaire, commencée au Ve siècle, a traversé le temps malgré les dommages et les transformations voulues par la Révolution. Elle est dédiée à l’évêque de Trèves Eucharius (d'où l'orthographe Saint-Euchaire dans les actes paroissiaux au 17e siècle). Elle est longée par la rue Saint-Eucaire dite autrefois « rue derrière Saint-Eucaire ».

## Construction et aménagements
Le clocher est roman du XIIe siècle. La nef et le chœur de l’église sont du XIVe et XVe siècles. Les toitures médiévales ont été restaurées par la ville de Metz. Les vitraux du chœur de Laurent-Charles Maréchal datent de 1863.
L’église possède un beau portail de style flamboyant ainsi qu’un orgue historique Mutin-Cavaillé-Coll, installé en 1902, entièrement conservé en son état d’origine. Il a fait l’objet d’une restauration de 2002 à 2006 par la manufacture Bernard Aubertin.

## Affectations successives
L’église possède une des reliques de saint Blaise ramenées par les croisés. Depuis 1552, elle est le siège de la confrérie de Saint-Blaise. Chaque année s’y déroule un pèlerinage à saint Blaise. La tradition veut que, chaque 3 février, l’on vienne ici faire bénir des petits pains briochés marqués de picots rappelant son martyre afin d’obtenir la guérison ou une protection contre les maux de gorge. Blaise est invoqué comme guérisseur des maux de gorge depuis qu’il sauva un jeune garçon étranglé par une arête de poisson.
Le père Jean François Mertz est l'actuel curé de la paroisse Saint-Eucaire.

## Orgue
L'orgue a été construit en 1902 par la maison Cavaillé-Coll qui était alors dirigée par le facteur d'orgues Charles Mutin successeur d'Aristide Cavaillé-Coll. Le buffet d'orgue est de style néo-gothique. L'orgue a presque entièrement conservé son état initial.
L'orgue a deux claviers de 56 notes et un pédalier de 30 notes avec traction pneumatique. Diapason : La=441,5.
Les offices sont accompagnés par l'organiste Philippe Delacour.

## Protection
L’église Saint-Eucaire est classée monument historique par arrêté du 22 janvier 1979.

## Galerie de photos

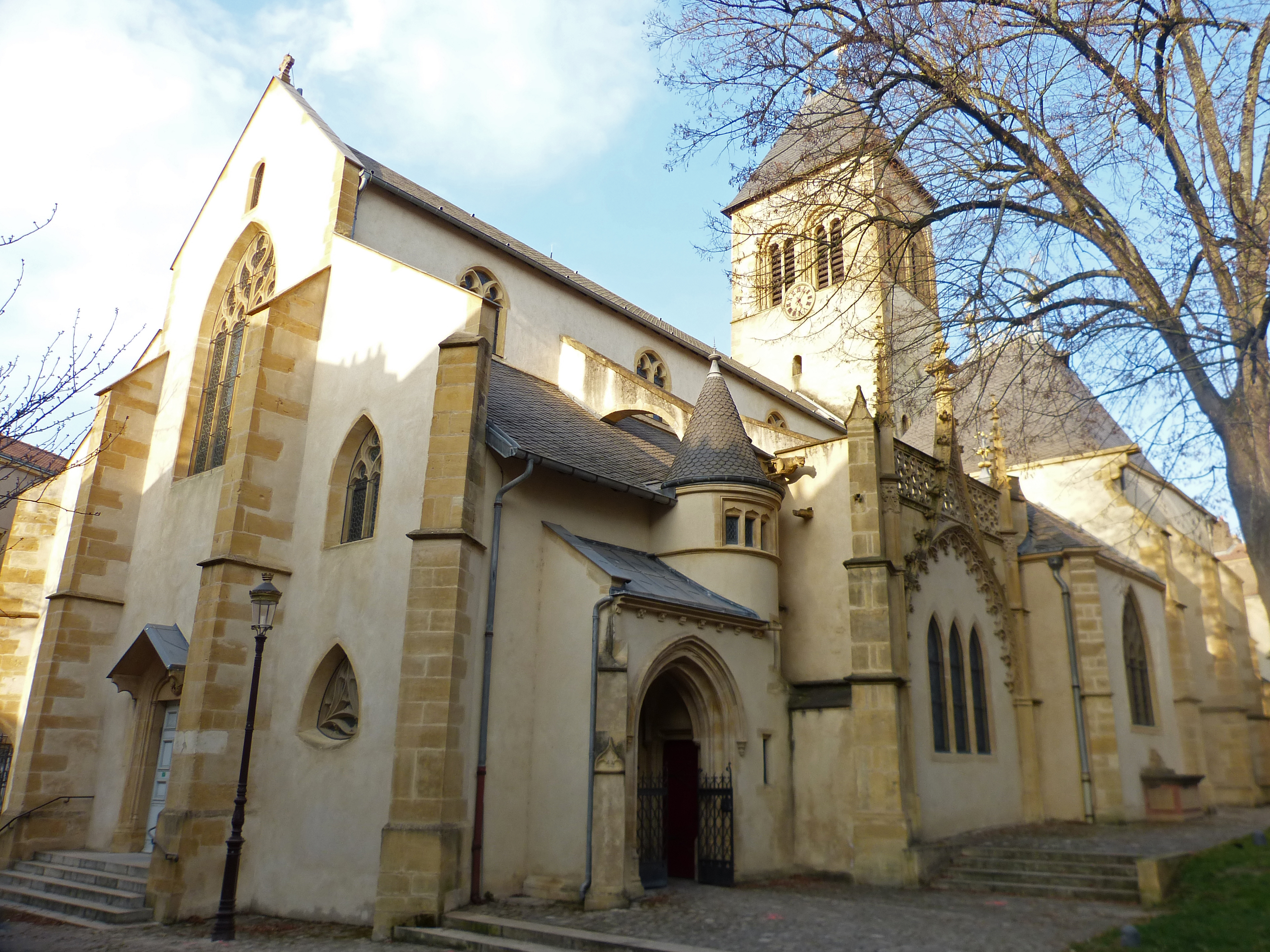
Façade de l'église vue de côté
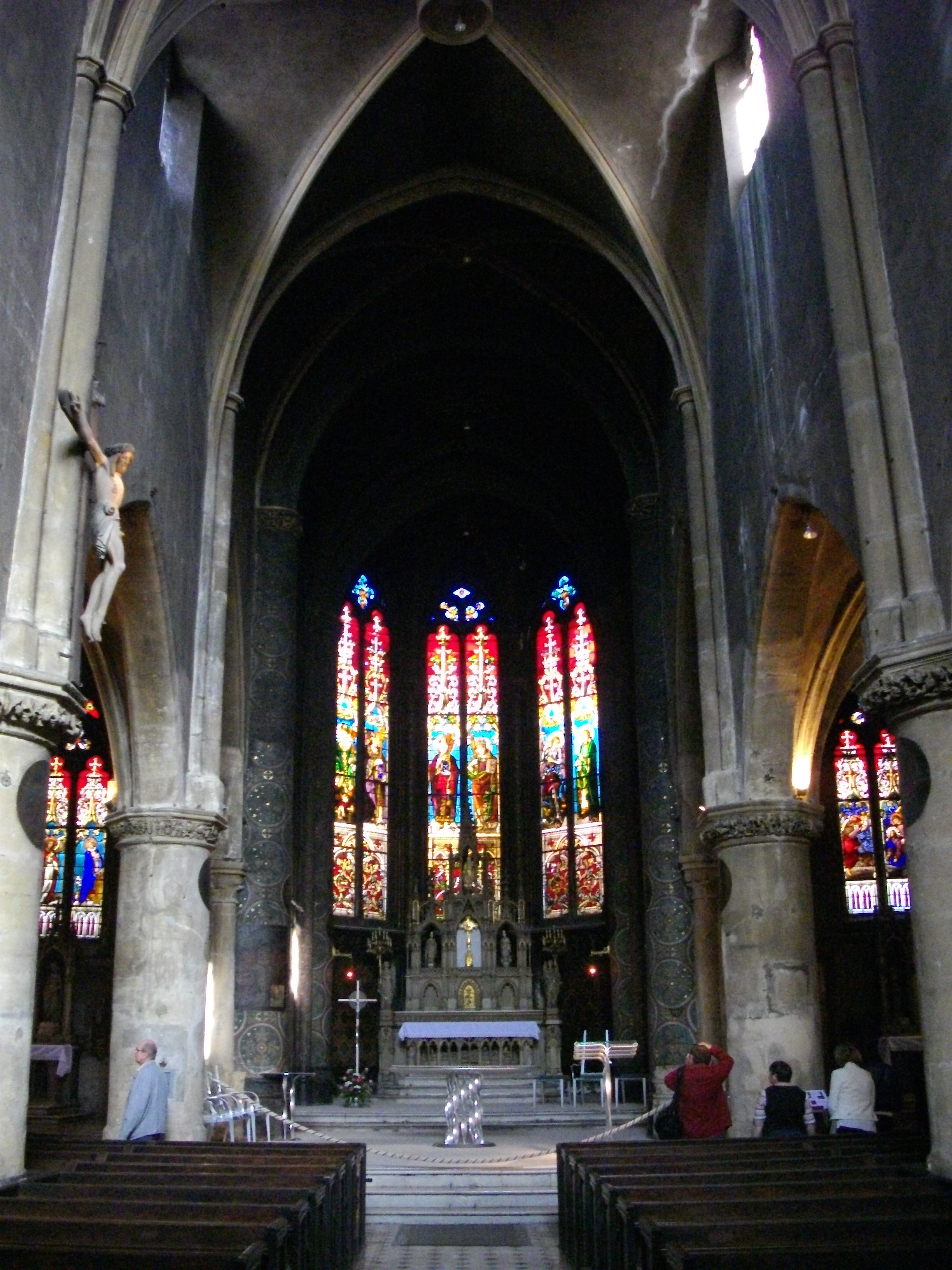
Nef
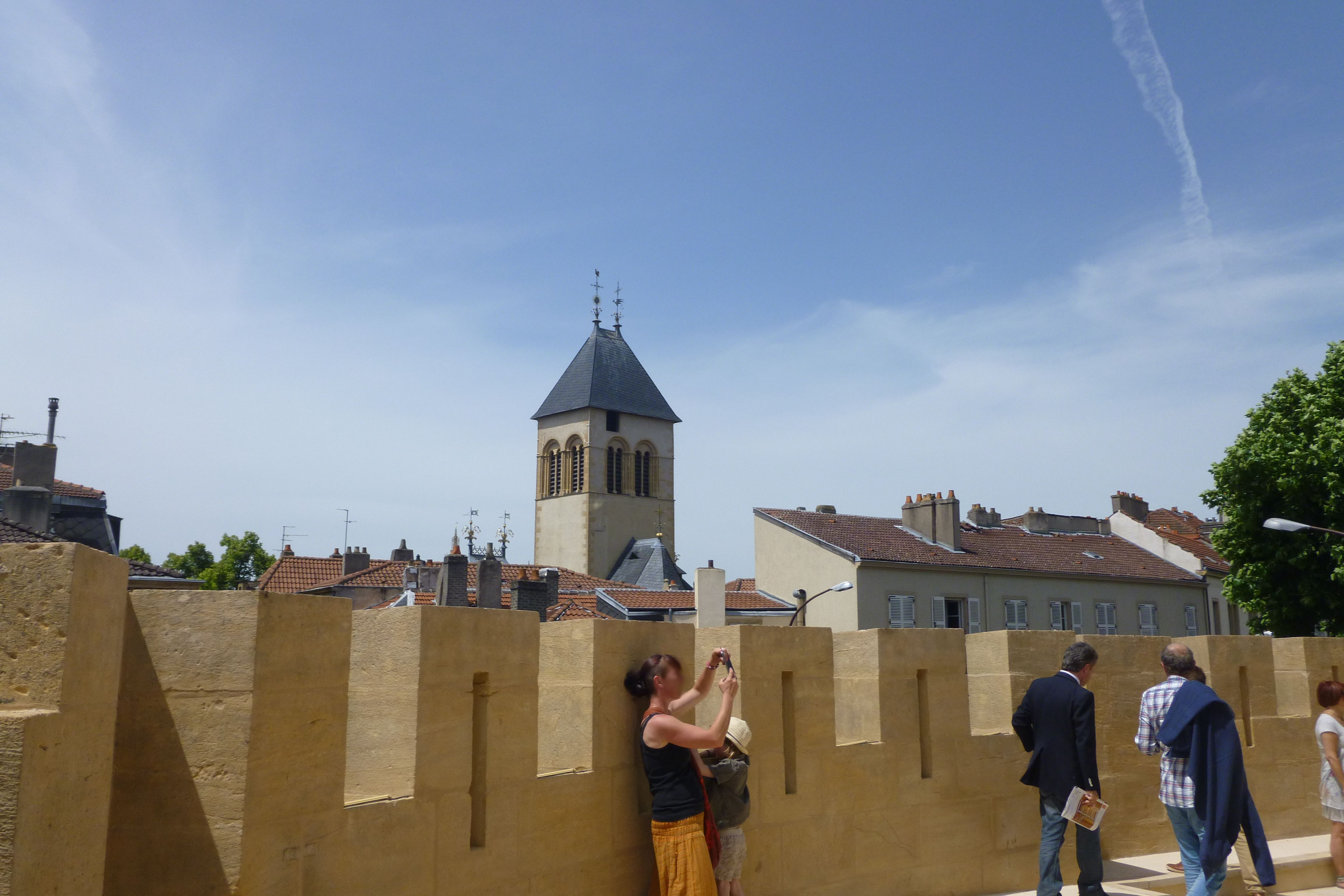
Vue depuis la porte des Allemands